# Kartritarna
Kartritarna är en essäsamling av P. O. Enquist, utgiven 28 september 1992 hos Norstedts. Boken innehåller tio essäer skrivna av Enquist. En av essäerna omhandlar mordet på Olof Palme.
En recensent i Svenska Dagbladet kallade boken för "en ytterst stimulerande och djupt personlig essäsamling."